# Iglesia del Divino Salvador (Carmona)
La Iglesia del Divino Salvador, de Carmona, se levanta dentro del recinto histórico de la ciudad, en la plaza de Cristo Rey, en el corazón de su zona monumental; próxima a la iglesia de Santa María y a la plaza de San Fernando, su centro cívico tradicional.

## Historia
Esta iglesia se construyó para sustituir a otra anterior que fue fundada en 1617, integrada en la fundación del colegio de San Teodomiro de la Compañía de Jesús de Carmona.
El templo actual se inició en el año 1700 siendo proyectado por el arquitecto Pedro Romero el Viejo, a quien sustituyó en la dirección de las obras su hijo Felix Romero, al cual le corresponde la construcción de las bóvedas, las tribunas interiores y la linterna de la cúpula.
Desde el año 1712 y hasta el 1720, fecha de terminación de las obras, estuvo al frente de las mismas Pedro Romero el Joven, hijo del primero citado, que trabajó fundamentalmente en la cúpula y su decoración interior.
Después de la expulsión de la Compañía en el año 1767 el colegio de San Teodomiro fue convertido en escuelas reales y su iglesia en su oratorio privado. Unos años más tarde, en 1779, y tras ser demolida la iglesia parroquial del Salvador situada en la plaza mayor de la ciudad, la sede de la parroquia se trasladó a esta iglesia, cambiando la advocación de San Teodomiro por la del Divino Salvador.

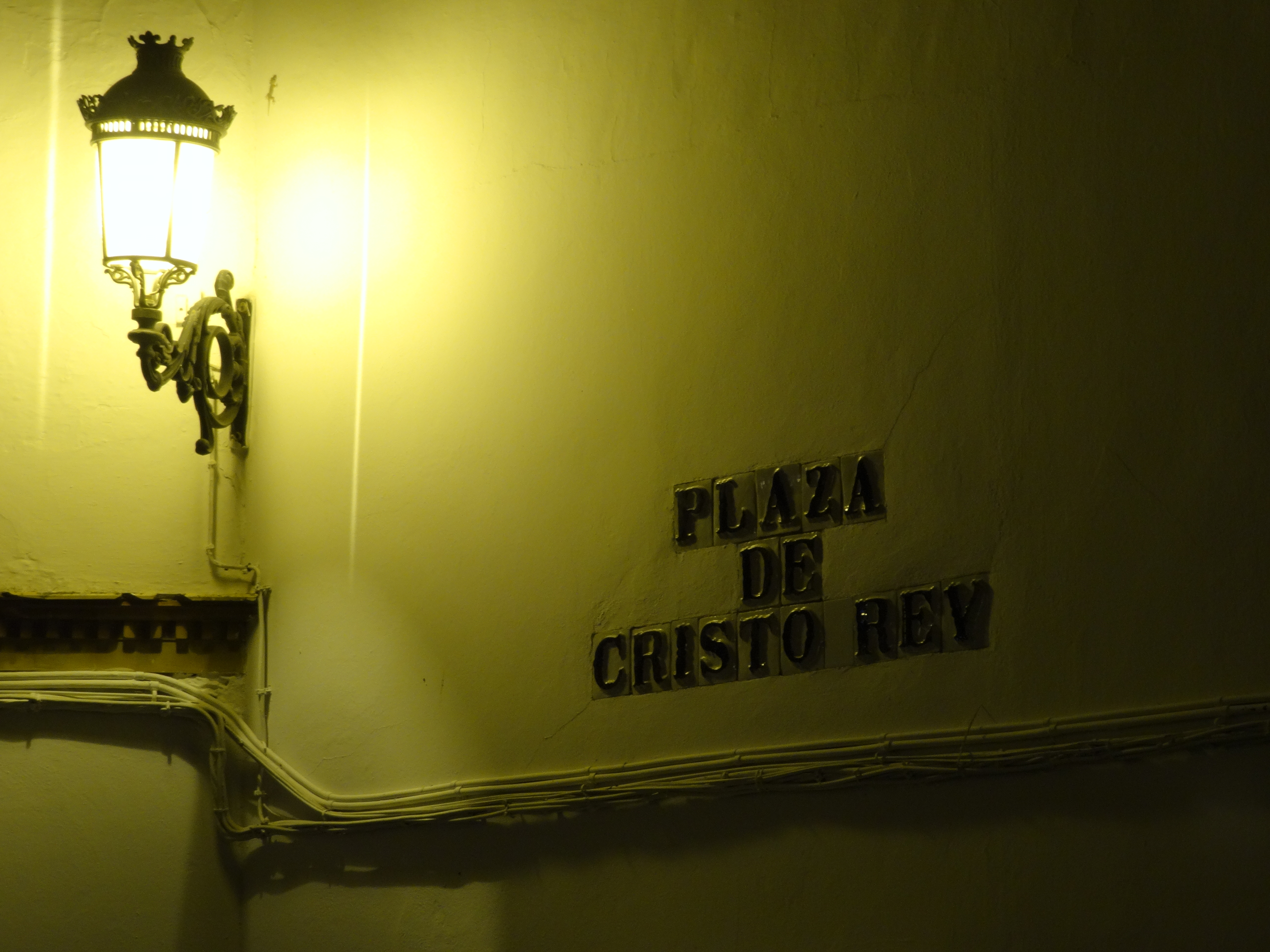
Plaza ubicada en la iglesia del divino salvador de Carmona.

Posteriormente ha sufrido varias remodelaciones, perdiéndose mobiliario litúrgico, y pasaría a ser una iglesia filial de la parroquia de Santa María, teniendo en ella su sede las Hermandades de La Esperanza y Los Servitas; por su parte, el colegio se convertiría en el Ayuntamiento de Carmona.

## Iglesia
La iglesia se organiza interiormente según una planta de cruz latina de tres naves, con crucero y cabecera plana. Las naves laterales poseen tribunas y se cubren con bóvedas de arista; mientras que la central, el crucero y la capilla mayor, lo hacen con bóveda de cañón con lunetos. Sobre el crucero se eleva una majestuosa cúpula sobre tambor, rematada por linterna.
Exteriormente cuenta con dos importantes portadas realizadas en un barroco clasicista de noble porte, donde intervino el maestro Francisco Gómez Septién, la principal situada a los pies de la nave central que da a la plaza y otra lateral situada en la nave de la Epístola que da a la calle Salvador.
En uno de los lados de la fachada de los pies puede verse el comienzo de la torre, con un cuerpo de campanas que no llegó a terminarse del todo.

## Catalogación
La iglesia del Salvador de Carmona está catalogada como bien de interés cultural, y así consta en publicación oficial en BOE del año 1983.